# Tornado (vela)
El Tornado és un catamarà amb dos tripulants. Va estar inclòs en els Jocs Olímpics des de Mont-real 1976, però va ser exclòs a partir dels Jocs de Londres 2012. Fou dissenyat el 1967 per Rodney March de Brightlingsea, Anglaterra, amb ajuda de Terry Pierce, i Reg White, especialment amb la finalitat que es convertís en el catamarà olímpic. En els concursos va desplaçar fàcilment a les altres opcions.
Per a un millor comportament el Tornado va ser modificat el 2000, amb un nou "pla-vèlic" que va incloure un spinnaker i un spinnaker bomba, apart d'augmentar l'àrea de les veles existents. Se li va agregar un trapezi addicional, i el floc es va fer enrotllable.
Típicament el Tornado vola sobre un dels seus dos bucs; la tripulació ha de fer de contrapès amb el seu propi cos, perquè no escori el veler tot controlant la navegació. Amb un sol buc dins l'aigua la resistència es redueix significativament. El Tornado també té un pal rotatiu i ajustable, que no només millora molt l'aerodinàmica, sinó que permet millorar-ne el control. Per a altes velocitats i vents aparents, cal habitualment una vela plana.
S'estima que el Tornado és capaç d'aconseguir velocitats d'al voltant de 30 nusos (56 km/h), aconseguint 18 nusos (33 km/h) contra el vent. El Tornado va ser considerat el Fórmula 1 de la navegació, fins que fou desplaçat pel GC32.